# Crowbar (album)
Pour les articles homonymes, voir Crowbar (homonymie).
 (mai 2021).
Albums de Crowbar
Obedience thru Suffering
(1991) Live +1
(1994)
Crowbar est un album du groupe Crowbar sorti en 1992. Enregistré à la Nouvelle Orléans, l'album se vend à 100 000 exemplaires sur le label indépendant Pavement Music. Les singles All I Had (I Gave) et Existence Is Punishment ont été joué sur MTV et ont reçu une attention internationale[réf. nécessaire]. L'album est produit par Phil Anselmo, un ami d'enfance du fondateur de Crowbar Kirk Windstein.

## Liste des titres
| No  | Titre                                | Durée |
| --- | ------------------------------------ | ----- |
| 1.  | High Rate Extinction                 | 2:44  |
| 2.  | All I Had (I Gave)                   | 3:11  |
| 3.  | Will That Never Dies                 | 3:56  |
| 4.  | Fixation                             | 3:46  |
| 5.  | No Quarter (Reprise de Led Zeppelin) | 4:30  |
| 6.  | Self-Inflicted                       | 2:45  |
| 7.  | Negative Pollution                   | 3:11  |
| 8.  | Existence Is Punishment              | 4:29  |
| 9.  | Holding Nothing                      | 3:13  |
| 10. | I Have Failed                        | 4:22  |

## Clips vidéos
- All I Had (I Gave)
- Existence Is Punishmen